# إضافة (لغة)
تطلق الإضافة على الحالة التي تقع فيها نسبة اسم يسمى مضافا إلى اسم آخر يسمى مضافا إليه.

## لغات

### أمازيغية
مثال بالأمازيغية:
- إمطاون ن تمغارت «دموع امرأة».

### عبرية
يقال للإضافة بالعبرية سميخوت (סמיכות) (تُلفظ بالعبرية الحديثة ‎/smiˈχut/‏) وللمضاف نِسْماخ (נִסְמָךְ) وسومخ (סוֹמֵךְ) للمضاف إليه.
في الحالات الرئيسية، تتشابه قواعد الإضافة في العبرية مع العربية تشابهًا كبيرًا، حيث تُضاف تاء مفتوحة للكلمات المؤنثة المنتهية بالتاء المربوطة (أو مجرد هاء في العبرية):
- מַלְכָּה «ملكة» /malka/ ← מַלְכַּת־הַשֶּׁלֶג «ملكة الثلج» /malkat haʃɛlɛg/؛ لاحظ تحول حرف الهاء بالعبرية أو التاء المربوطة بالعربية إلى تاء مفتوحة في حال الإضافة في كلتا اللغتين.

ويحذف الصامت الأنفي الأخير في الجمع المذكر السالم لجعله مضافًا، إلا أن قيمة المد تتغير في العبرية بما لا يتفق مع العربية:
- כּוֹתְבים «كاتبين» /kotvim/ ← כּוֹתְבי־סְפָרִים «كاتبي كتب» /kotvei sfarim/

بعض الكلمات قد تكون لها أشكال استثنائية في حالة الإضافة، بالإضافة إلى العديد من الأسماء ذات المصوتات المزدوجة التي تصبح فيها المصوتات فردية في حالة الإضافة:
- עַיִן «عين» /ʕajn/ ← עֵין־הַבַּת (/ʕēn habat/) «عين البنت»
- מָוֶת «موت» /mavɛt/ ← מוֹתו /moto/ «موته»

مثال:
| בַית      | הבַית        | בֵית   | ספר      | בֵית ספר            | בֵית הספר                      | הבֵית ספר                      |
| [ˈbajit] | [ha-ˈbajit] | [bet] | [ˈsefeʁ] | [bet ˈsefeʁ]       | [bet ha-ˈsefeʁ]               | [ha-bet-ˈsefeʁ]               |
| بيتٌ      | البيتُ       | بيتُ   | كتابٌ     | مدرسةٌ - "بيتُ كتابٍ" | المدرسةُ - "بيتُ الكتابِ" (فصيح) | المدرسةُ - "البيتُ كتابِ" (عامي) |

### لووية
أمثلة من اللووية نسبة لقبيلة لوو وهي من أسرة اللغات النيلية الصحراوية:
| لفظ    | مضاف  | معنى |
| ------ | ----- | ---- |
| ‎ɡɔt‏    | ‎god‏   | تل   |
| ‎lʊθ‏    | ‎luð‏   | عصا  |
| ‎kɪdo‏   | kit   | مظهر |
| ‎tʃoɡo‏  | ‎tʃok‏  | عظم  |
| ‎kɪtabu‏ | ‎kɪtap‏ | كتاب |
| ‎ buk‏   | ‎bug‏   | كتاب |